# Padang
Padang – miasto w Indonezji na Sumatrze nad Oceanem Indyjskim; ośrodek administracyjny prowincji Sumatra Zachodnia. W 2022 roku miasto zamieszkiwało ok. 919 tys. mieszkańców.
Ważny ośrodek handlowy regionu rolniczego (uprawa m.in. kauczukowca, kopry, kawy, przypraw, tytoniu, herbaty, rattanu); w pobliskim zagłębiu Umbilin wydobycie węgla kamiennego. W mieście rozwinął się przemysł spożywczy, włókienniczy, cementowy oraz drzewny. Ważny port morski Telukbayur, dwa porty lotnicze (Tabing i Minangkabau), uniwersytet (Universitas Andalas zał. 1955).
Miasto słynie ze specyficznej kuchni, bogatej w przyprawy korzenne. W mieście i jego okolicach znajduje się największe skupisko użytkowników języka minangkabau.

## Historia
Holenderska faktoria założona w 1667 r., w latach 1781–1784 i 1795–1819 pod kontrolą brytyjską.

## Współpraca międzynarodowa
- Hildesheim, Niemcy
- Vũng Tàu, Wietnam
- Bajt Lahija, Palestyna
- Chon Buri, Tajlandia
- Bandung, Indonezja